# 先天性ミオパチー
先天性ミオパチー (せんてんせいミオパチー、英: congenital myopathy) は、フロッピーインファント（ヒポトニア）を起こす疾患の一種として知られる疾患群である。先天性ミオパチーは非進行性で、筋病理で特徴ある所見を得る。

## フロッピーインファントの分類
フロッピーインファントは筋力低下があるもの (paralytic) と筋力低下を伴わないもの (nonparalytic) に分類される。筋力低下を伴わないものは、脳性麻痺、精神遅滞、異染性白質ジストロフィー、セロイドリポフスチン症などの中枢神経変性疾患と、ダウン症候群、プラダー・ウィリー症候群などの染色体異常があり、中枢神経系の異常が原因疾患である場合が多い。筋力低下を伴うものは神経原性と筋原性に分類される。神経原性は、ウェルドニッヒ・ホフマン病、先天性髄鞘形成不全ニューロパチーなどがある。筋原性は広義の先天性ミオパチーと称され、糖原病、ミトコンドリア病、先天性筋ジストロフィー（特に福山型が有名）と、狭義の先天性ミオパチーに分類される。
狭義のミオパチーは病理学的な特徴により、ネマリンミオパチー、セントラルコア病、重症乳児型ミオチュブラーミオパチー、中心核病、先天性筋線維タイプ不均等症 (CFTD)、その他のミオパチー (fingerprint, multicore, reducing body, sarcotubular myopathy)、筋内特異構造を示さない minimal change myopthy、などに細分される。

## 先天性ミオパチーの共通点
多くの先天性ミオパチーは臨床像、病理像に共通点がある。臨床像の病型は3分類される。
重症乳児型 (severe infantile form)
新生児期から呼吸障害、嚥下障害を認め、多くは1歳以下で死亡するタイプである。セントラルコア病では稀である。
良性先天型 (moderate cogenital)
乳児期早期から筋緊張と筋力低下があり、発育、発達の遅れなどから異常を発見する。処女歩行も遅れ、歩行開始後も走れない、転びやすい、階段昇降困難など歩行の異常が持続する。顔面筋罹患があると表情は乏しくなり、外眼筋が侵されると眼球運動障害を認める。ほとんど全ての症例で高口蓋を認め、関節拘縮、脊柱管異常も合併しやすい。筋力低下が遠位優位な場合もある。先天性ミオパチーの大半はこのタイプで、非進行性ないし緩徐な進行を示す。
成人発症型 (adult onset)
病因は、良性先天型が極めて緩徐であった場合と、成人になって急速に進行して筋力低下が顕著となる場合もある。
筋病理では疾患分類が可能な特徴的所見もあるが、先天性ミオパチーの共通所見も知られる。共通所見はタイプ1線維優位で、タイプ1線維（赤筋）がタイプ2線維（白筋）よりも小径である。

## 先天性ミオパチーの各論
ネマリンミオパチー
gomoriトリクローム変法で紫から黒赤色のネマリン小体が認められる特徴があるが、ネマリン小体は特異的所見ではない。HE染色はネマリン小体の見逃しが多い。アクチンフィラメントに関連する蛋白の遺伝子変異の所見が多い。
セントラルコア病
常染色体優性遺伝で、リアノジン受容体遺伝子の変異を90パーセント (%) 以上で認める。乳幼児で死亡する重症例の報告はなく比較的軽症で、高口蓋を認めない症例もある。悪性高熱症で常染色体優性遺伝を示すもので、本症と同様の遺伝子変異を認める。
中心核病
顔面筋罹患が多く、約30％の症例で眼球運動障害や眼瞼下垂を認める。他の先天性ミオパチーに比して、中枢神経症状の合併が多く、10％で精神遅滞が認め、てんかんを伴う症例報告がある。